# Andrei Marius Miftode
Andrei Marius Miftode (n. 26 decembrie 1982, București⁠(d), București, România) este un deputat român, ales în 2020 din partea Alianței USR PLUS, în circumscripția nr. 8, Brașov. 
Membru al Comisiei pentru învățământ din Camera Deputaților și al Delegației Parlamentului României la Adunarea Parlamentară a OSCE.

## Educație
Andrei Miftode este economist, absolvent al Academiei de Studii Economice București.

## Activitate profesională
Andrei Miftode are 17 ani de experiență profesională în companii din domeniul IT și, concomitent, 12 ani de implicare civică în diverse ONG-uri.
Activitate politică
Din 2016 activează politic, fiind membru fondator al USR Brașov, cu 4 mandate în Biroul Județean USR Brașov și 2 mandate în Biroul filialei locale Brașov între 2016 și 2023 și un mandat de deputat ales în circumscripția nr.8, Brașov din 2020.
În Parlamentul României, Andrei Miftode este membru al Comisiei pentru învățământ a Camerei Deputaților, al Delegației Parlamentului României la Adunarea Parlamentară a OSCE și președinte al grupului de prietenie cu Republica Estonia.

## Activitate parlamentară
- Rapoartele sale de activitate pot fi accesate pe site-ul: andreimiftode.ro
- Are 11 cabinete parlamentare deschise în județul Brașov
- A fost deputatul cu prezența cea mai mare la vot în anii 2021 și 2022
- Este unul dintre cei 2 parlamentari care a transparentizat complet modul de cheltuire a sumei forfetare in anii 2021 și 2022